# Paul Stritter
Paul Eberhard Oscar Stritter (* 13. Dezember 1863 in Ulm; † 17. September 1944 in Tübingen) war ein deutscher evangelisch-lutherischer Theologe und Direktor der Alsterdorfer Anstalten.

## Leben und Wirken
Der in Ulm geborene Stritter zog 1867 mit seinen Eltern nach Hamburg. Seine Familie hatte früh enge Beziehungen mit der Familie Heinrich Matthias Sengelmanns, dem Gründer der Alsterdorfer Anstalten. Stritter besuchte in Hamburg das Matthias-Claudius-Gymnasium. Danach studierte er Theologie an der Universität Tübingen und der Universität Erlangen. Während seiner Zeit als Kandidat wirkte er als Oberpfleger an den Alsterdorfer Anstalten. Nach der Ordination zum Pastor erhielt er 1888 eine Pfarrstelle an der Hauptkirche Sankt Michaelis. Als 1893 gewähltes ehrenamtliches Vorstandsmitglied der Alsterdorfer Anstalten übernahm er nach dem Tod Sengelmanns am 2. Juli 1899 als Direktor deren Leitung.
Während seiner Dienstzeit hatte Stritter zahlreiche Probleme zu lösen. Aufgrund des Anstiegs der hier untergebrachten Personen von ca. 600 im Jahr 1900 auf über 1200 im Jahr 1931 musste er sowohl die Gebäude als auch die Organisation der Einrichtung überarbeiten. In den Jahren bis 1924 erweiterte er die Einrichtung um zahlreiche Gebäude und ein Gut außerhalb Hamburgs. Während der zweiten Hälfte des Ersten Weltkriegs mussten viele Betreuer als Soldaten Kriegsdienst leisten. Aufgrund fehlender Lebensmittel und einer Grippeepidemie starben in kurzer Zeit viele Insassen. Die später folgende Weltwirtschaftskrise verursachte erneut große Schwierigkeiten. Stritter führte die Alsterdorfer Anstalten als pädagogisch kompetenter, humorvoller und ausgesprochen kinderlieber Direktor. Er beschäftigte sich sehr ernsthaft mit behinderten Menschen und publizierte auch zu diesem Thema.
Zu Beginn des 20. Jahrhunderts wurden die Alsterdorfer Anstalten als eine Ansammlung „geistig minderwertiger Jugendlicher“ und von „tiefstehenden Idioten und verblödeten Epileptikern“ kritisiert. Stritter zeigte sich hier zwiegespalten. In einer Schrift hob er das von Sengelmann geforderte Prinzip der christlichen Liebe als Basis im Umgang mit Behinderten hervor. 1916 schrieb er jedoch, dass er Überlegungen zustimme, wonach „Staat und Kommunen mit den öffentlichen Geldern haushälterisch umzugehen verpflichtet sind und daß man nicht unverhältnismäßige Summen zum Besten der mehr oder weniger asozialen Elemente aufwenden“ solle. Das humanitäre Prinzip bei der Behandlung behinderter Menschen erwähnte er dabei nur am Rande. Somit bereitete er die Tötung von mehr als 500 Insassen der Einrichtung vor, die während der Zeit des Nationalsozialismus unter seinem Nachfolger Friedrich Lensch erfolgte. Während dieser Morde ging Stritter, der seit Ende der Dienstzeit dem Vorstand der Anstalt als Ehrenmitglied angehörte, nicht hiergegen vor, wodurch er sich zum Mittäter machte.
Stritter unterhielt Kontakte zu zahlreichen Einrichtungen in öffentlicher und kirchlicher Trägerschaft. Er beteiligte sich in mehreren kirchlichen und berufsständischen Organisationen. Seine Dienstzeit als Direktor endete im September 1930. Der Theologe, der seit 1920 mit Maria, geborene Zimmermann, verheiratet war, lebte mit ihr zuletzt mehrere Jahre in Süddeutschland. Er starb dort nach langer Krankheit im September 1944.
Seit 1936 erinnert der Paul-Stritter-Weg nahe den Anstalten in Alsterdorf an den ehemaligen Direktor der Einrichtung. Auch die nahegelegene Paul-Stritter-Brücke ist seit 1960 nach ihm benannt. Im März 2022 wurde bekannt, dass beide Abschnitte wegen der Vergangenheit Stritters umbenannt werden sollen.

## Bibliografie
- Die Konfirmation Schwachsinniger. Sonderdruck: Konferenzvortrag von Direktor Pastor Stritter. - Norden 1910
- Seelsorge an Geistesschwachen. - Sonderdruck nach D. Blau, Praktische Seelsorge, Bd. II,2, Bertelsmann Verlagsbuchhandlung Gütersloh 1930. – Alsterdorfer Anstalten 1930